# Чичин
Чичин — озеро в Наримановском районе Астраханской области России. Относится к дельте Волги. Входит в водную систему западных подстепных ильменей.
Относится к Нижне-Волжскому бассейновому округу. Согласно данным государственного водного реестра площадь ильменя — 2,85 км².

## Физико-географическая характеристика
Ильмень расположен в пределах ильменно-бугровой равнины, прилегающей с запада к Волга (рукаву Бахтемир). На северном берегу расположен посёлок Буруны. Озеро занимает межбугровое понижение и вытянуто с запада на восток почти на 7 км. Максимальная длина (с юго-запада на северо-восток) достигает 6 км, ширина до 2,3 км. Берега заболочены.
Ильмень Чичин является проточным. На западе сообщается с ильменем Чир-Толга, на востоке с ильменем Джурук. Каналом соединён с расположенным севернее ильменем Большой Джурук.
Гидрологический режим — естественно-антропогенный. Зарегулирование стока Волги привело к невозможности естественного заполнения водоёма в период весеннего половодья. В настоящее время ильмень обводняется принудительно посредством Прикаспийской обводнительной системы, однако объёмы заполнения водой работающими насосными станциями недостаточны. Так, в 2009 году ильмень полностью пересох.

## Хозяйственное использование
Воды ильменя используются для хозяйственно-бытового водоснабжения жителей посёлка Буруны